# 内藤正記
内藤 正記（ないとう まさき、1981年〈昭和56年〉1月21日 - ）は、日本の俳優。
株式会社ディケイド・バードレーベル所属。
主な出演作に、テレビドラマ『鎌倉殿の13人』『デザイナー 渋井直人の休日』や映画『さよならくちびる』『日本独立』 『AI崩壊』などがある。

## 来歴
埼玉県出身。
身長178cm。血液型A型。22歳から36歳までアメリカ・ニューヨークのSoHoに住んでいた。米国では３年間HBスタジオで演技を学び、日本に帰国後ディケイドに所属。

## 主な出演作品

### 映画
- ドラッグストア・ガール （2004年） ‐ ハッスルドラッグ社員 役
- 泣き虫しょったんの奇跡（2018年9月7日） ‐ サラリーマン 役[3]
- ギャングース（2018年11月23日、キノフィルムズ） ‐ 法務教官 役
- オーディション（2018年）長部洋平監督 ‐ プロデューサー 役
- さよならくちびる（2019年5月31日） ‐ クリーニング屋 役[4]
- AI崩壊（2020年1月31日公開、ワーナー・ブラザース映画） ‐ 過激派 役 [5]
- 日本独立（2020年12月18日、伊藤俊也監督、シネメディア） ‐ 奥村勝蔵 役
- Requiem for Poets and Dogs（2021年）スティーブン・J・マーティン監督 ‐ The Blind Man[6]
- 衝動（2021年12月10日）土井笑生監督・脚本[7]
- 全員切腹 (2021年) 豊田利晃監督・企画・プロデューサー・脚本
- さがす（2022年）
- なん・なんだ（2022年）） ‐ 甲斐田浩介 役
- MAYONAKA（2022年）ロバート・カプリア監督 ‐ Yoshiki 役[8]
- ゆめのまにまに-張元香織 監督(2022年）[9]
- 生きている。 (2022年) - 豊田利晃監督・脚本
- TOCKA（タスカー）（2023年） ‐ スーツの男 役[10]
- 探偵マリコの生涯で一番悲惨な日（2023年6月30日、東映ビデオ）
- ここにいる。 (2023年) - 豊田利晃監督・脚本
- She Sings to Birds（2023年）スティーブン・J・マーティン監督
- 獣手（2024年1月27日公開、夏目大一朗監督） - 片島 役
- 温泉シャーク (2024年公開予定) - 井上森人監督・脚本 ‐ 花子浩平 役
- アーリマン２：ドリームマシーン（2024年）マニ・ニックプール監督[11]

### テレビドラマ
- 山田風太郎 からくり事件帖-警視庁草紙より-（NHK、2001年）[12]
- 女と愛とミステリー「松本清張特別企画・ガラスの城」（2001年）[13]
- 土曜ドラマ 逃げる女（2016年1月9日 - 2月13日、NHK総合）
- 卒業バカメンタリー（2018年1月 - 3月、日本テレビ）
- 明日への誓い (テレビドラマ)（2018年3月25日、テレビ朝日） ‐ 雑賀毅彦 役[14]
- いだてん〜東京オリムピック噺〜（2019年）[15]
- 本気のしるし（2019年10月14日 - 12月17日、メ〜テレ）[16]
- デザイナー 渋井直人の休日（2019年3月22日 - 4月5日、テレビ東京）‐ 久保川ジャスール 役[17]
- グラップラー刃牙はBLではないかと考え続けた乙女の記録ッッ（2021年8月20日 - 10月1日、WOWOW）
- 星新一の不思議な不思議な短編ドラマ（2022年6月28日、NHK BSプレミアム）[18]
- AKBの歌（2022年 ひかりTV）
- 大河ドラマ 鎌倉殿の13人（2022年6月12日 - 12月18日、NHK） - 和田義直 役[19][20]
- 君と世界が終わる日に 入門編 完全新作SP（2023年3月19日、日本テレビ） - 北島 役
- どうする家康（2023年、NHK） - 阿月の父 役[21]
- 仮想儀礼（2023年、NHK BSプレミアム4K）- かんざき 役[22]
- 怖れ（2024年、CBCテレビ）- 探偵 役[23]
- 相続探偵 第9話・最終話（2025年3月22日・29日、日本テレビ） - 澤村 役[24]

### CM
- NTTドコモ東北「サラリーマン篇」（2002年）
- ノーベル のどくろ飴「応援団篇」（2002年）
- ソニー・インタラクティブ「止まらない山田孝之の妄想〜大画面でドラクエXI〜」（2017年）
- 東洋水産「焼きそば弁当 たらこ味」（2017年）
- 七十七銀行「あの子、仕事早いな」 生駒里奈篇（2017年）
- SONY Galaxy「昨日までを、超えてゆけ#3巨獣」篇（2017年）
- 『have a good time x adidas Originals - have a adidas time』サンディー・キム監督（2018年）
- 俺の夢「橋本マナミが俺の嫁」篇、「夢を追いかけて」篇、「内助の功」篇（2018年）[25]
- ポケモン「Pokémon GO」（2020年）
- Supercell「クラッシュ・オブ・クラン」「クラクラ日本一決定戦」PRムービー（2021年）
- カオナビ「組織が変わる」篇 「才能が見つかる」篇』（2022年）[26]

### MV
- 乃木坂46「新内眞衣 個人PV『テイク・ア・タクシー』」鈴木将也監督（2021年）